# Свято-Михайловский монастырь (Верхний Токмак)
Свято-Михайловский монастырь — женский монастырь Бердянской епархии Украинской Православной церкви Московского патриархата. Находится в селе Верхний Токмак Черниговского района Запорожской области Украины.

## История Михайловской церкви
Церковь возведена в 1863 году в честь Архангела Михаила — один из немногих исторических сохранившихся сооружений на территории Запорожской области. В 1930-е годы Михайловскую церковь пытались разрушить, позже в ней разместили склад ядохимикатов. В 1980-е годы здесь собирались открыть музей. У церкви имеется свой небесный покровитель — схиархим Серафим (Тяпочкин), некогда служивший здесь. Монастырь открыт в 2008 году.

## Праздники
- Воспоминание Чуда св. Архангела Михаила в Хонах — 6 (19) сентября
- Собор св. Архангела Михаила и прочих Небесных сил бесплотных — 8 (21) ноября